# SoftBank 941P
SoftBank 941P(ソフトバンク941P)は、パナソニックモバイルコミュニケーションズが開発し、ソフトバンクモバイルが販売するW-CDMA通信方式の携帯電話端末である。

## 特徴
931Pの後継機種であり、ソフトバンクモバイル向けでは、6代目となるVIERAケータイ。NTTドコモ向けのP-01Bと兄弟機種であるため、ほぼ同じような機能を持つ。
ヒンジ構造を変更したことにより、ヨコオープン時のキー操作の改善及びディスプレイの大画面化を実現した。またそれに加え、従来モデルにあったロックレバーが廃止された。931Pに搭載された2WAYキーは採用されず、新たにタッチパッドをテンキー部分に搭載した。
P-01Bとは異なり、Wi-Fi通信に対応している。
なお、P-01Bにはインカメラがあるが941Pには搭載はされていない。

## 不具合
2010年2月12日に以下の不具合を修正するソフトウェアの更新がなされた。
- ごくまれにWi-Fiのアクセスポイント接続できない不具合

2010年5月28日に以下の不具合を修正するソフトウェアの更新がなされた。
- ワンセグ視聴中に受信したメールを閲覧するとまれに電源リセットが発生する場合がある。
- 海外（GSMエリア）でエリア内にもかかわらず圏外状態のままとなる場合がある。

2012年3月27日に以下の不具合を修正するソフトウェアの更新がなされた。
- ネットワークの状況などにより、コンテンツのダウンロードに失敗してしまう場合がある。